# 송지선
송지선(宋智善, 1981년 5월 28일 ~ 2011년 5월 23일)은 대한민국의 아나운서였다.

## 생애
제주여자고등학교와 가톨릭대학교 의류학과를 졸업하고 2005년 1월부터 2년 동안 제주MBC에서 근무하다가, 2006년 12월에 KBS N 스포츠에 입사하였고 스포츠관련 프로그램과 날아라 슛돌이 5기의 중계 등을 진행하였다. 이후 2009년 3월에 (구) MBC ESPN(현) MBC 스포츠+으로 자리를 옮겼고, 프로야구 하이라이트 프로그램 "베이스볼 투나잇"를 진행하였다.
2011년 5월 7일 새벽에 자신의 미니홈피와 트위터에 게재된 글로 인하여 (전)두산 베어스의 투수인 임태훈 선수와 스캔들이 터지고, 문책성으로 "베이스볼 투나잇"에서 하차하게 된다. 인터뷰를 통해 스캔들에 관한 심경을 고백하였지만, 두산과 임태훈 측에서 이와 같은 일을 전면 부인하자, 30번째 생일을 5일 앞두고 5월 23일 오후 1시 45분경, 서울특별시 서초구 서초동 자신의 오피스텔 19층에서 투신 자살로 향년 31세를 일기로 사망하였고, 이 과정에서 오피스텔 지하주차장 캐노피가 파손되는 불상사가 일어났다. 장례 후 화장 절차를 밟은 뒤, 유해는 고향인 제주도 양지공원에 안치되었다.

## 서적
- 2011년 《토크 토크 야구 (송지선 김민아의 시시콜콜 야구 인터뷰)》